# بوبي سو لوثر
بوبي سو لوثر (بالإنجليزية: Bobbi Sue Luther)‏ هي منتجة أفلام وعارضة وممثلة أمريكية، ولدت في 27 أغسطس 1978 في أنابولس في الولايات المتحدة.

## أعمال

### أفلام
- (2009) لايد تو رست

## وصلات خارجية
- بوبي سو لوثر على موقع IMDb (الإنجليزية)
- بوبي سو لوثر على موقع ألو سيني (الفرنسية)
- بوبي سو لوثر على موقع أول موفي (الإنجليزية)
- بوبي سو لوثر على موقع قاعدة بيانات الفيلم (الإنجليزية)
- بوبي سو لوثر على موقع كينوبويسك (الروسية)